# Dicranomyia capnora
Dicranomyia capnora är en tvåvingeart. Dicranomyia capnora ingår i släktet Dicranomyia och familjen småharkrankar.

## Underarter
Arten delas in i följande underarter:
- D. c. capnora
- D. c. metae